# 1955 dans le catholicisme
Chronologie du catholicisme
- 1951
- 1952
- 1953
- 1954
- 1955
- 1956
- 1957
- 1958
- 1959

Cet article présente les faits marquants de l'année 1955 dans le catholicisme.

## Évènements
- 17 avril : béatification de 56 des 120 martyrs de Chine.
- 29 mai : béatification de Marcellin Champagnat.
- 19 juin : béatification des 14 martyrs de Laval.
- 14 au 23 juillet : Congrès eucharistique international à Rio de Janeiro.
- 25 décembre : publication de l'encyclique Musicæ sacræ disciplina sur la musique sacrée.

## Naissances
- 1er janvier : Mark Bartchak (en), prélat américain, évêque d'Altoona-Johnstown (en)
- 5 janvier : Giovanni d'Aniello, prélat italien, diplomate du Saint-Siège et archevêque titulaire de Pesto (de)
- 8 janvier : Brian Joseph Dunn, prélat canadien, archevêque de Halifax-Yarmouth
- 12 janvier : Dieudonné Bogmis, prélat camerounais, évêque d'Éséka († 25 août 2018)
- 17 janvier : Pietro Parolin, cardinal italien de la Curie, cardinal-secrétaire d’État, précédemment diplomate du Saint-Siège et archevêque titulaire d'Aquipendium (de)
- 21 février : Bernardo Bastres Florence, prélat chilien, évêque de Punta Arenas
- 23 février : Giuseppe Sciacca (en), prélat italien, secrétaire général pour le gouvernorat de l'État de la Cité du Vatican et évêque titulaire de Victoriana (de) puis de Fundi (de)
- 5 mars : Heinz-Günter Bongartz, prélat allemand, évêque auxiliaire de Hildesheim et évêque titulaire de Bonusta (de)
- 9 mars : Maria Cristina Ogier, jeune laïque et vénérable italienne († 8 janvier 1874)
- 3 avril : Lorenzo Ghizzoni, prélat italien, archevêque de Ravenne
- 5 avril : Bernard Longley, prélat britannique, archevêque de Birmingham
- 7 avril : Marian Eleganti, prélat bénédictin suisse, évêque auxiliaire de Coire et évêque titulaire de Lamdia (de)
- 23 avril : Ludovikus Simanullang, prélat indonésien, évêque de Sibolga († 20 septembre 2018)
- 25 mai : Miguel Ángel Morán Aquino, prélat salvadorien, évêque de Santa Ana
- 27 mai : Philippe Mousset, prélat français, évêque de Périgueux-Sarlat
- 1er juin : Alejandro Moral Anton, prêtre espagnol, prieur général de l'Ordre de Saint-Augustin
- 4 juin : Dominique Bulamatari, prélat congolais, évêque de Molegbe († 26 août 2024)
- 15 juin : Jean-Marie Speich, prélat français, diplomate du Saint-Siège et archevêque titulaire de Sulci (de)
- 17 juin : Santiago Silva Retamales, prélat chilien, évêque de Valdivia, précédemment évêque auxiliaire de Valparaiso et évêque titulaire de Bela (de)
- 19 juin : Alojzij Cvikl, prélat slovène, archevêque de Maribor
- 26 juin : Patrick Desbois, prêtre français, engagé dans le dialogue judéo-chrétien
- 3 juillet : Dominique You, prélat et missionnaire français, évêque de Santíssima Conceição do Araguaia
- 10 juillet : Johan Bonny, prélat belge, évêque d'Anvers
- 16 juillet : Michel Pansard, prélat français, évêque d’Évry
- 25 juillet : 
  - Jean-Paul Gusching, prélat français, évêque de Verdun
  - Marjan Turnšek, prélat slovène, archevêque de Maribor
- 9 août : Thomas Kessler, prêtre allemand, vicaire général de Wurtzbourg
- 10 août : Jacob Nampudakam, prêtre indien, recteur général des Pallottins
- 19 août : Ibrahim Isaac Sidrak, prélat égyptien, patriarche d'Alexandrie, primat de l'Église catholique copte
- 23 août : Pierre Éliane, prêtre carme et musicien français
- 6 septembre : Vincent Darius, prélat dominicain grenadin, évêque de Saint-Georges en Grenade († 26 avril 2016)
- 14 septembre : Robert Francis Prevost, prélat américano-péruvien, élu 267e pape sous le nom de Léon XIV
- 19 septembre : Tomislav Koljatić, prélat chilien, évêque de Linares
- 1er octobre : Vincent Kirabo (en), prélat ougandais, évêque d'Hoima (en)
- 2 octobre : Joseph Mukasa Zuza, prélat malawite, évêque de Mzuzu (en) († 15 janvier 2015)
- 5 octobre : Roch Apikaoua, prêtre français d'origine kanake, acteur du dialogue interreligieux et interethnique
- 7 octobre : Claudio Gugerotti, cardinal italien de la Curie, précédemment diplomate du Saint-Siège et archevêque titulaire de Ravello
- 10 octobre : Matteo Maria Zuppi, cardinal italien, archevêque de Bologne
- 11 octobre : Luis Cabrera Herrera, cardinal équatorien, archevêque de Guayaquil
- 2 novembre : Ambrose Madtha, prélat indien, diplomate du Saint-Siège, archevêque titulaire de Naissus (de) († 8 décembre 2012)
- 13 novembre : Jacques Fabre-Jeune, prélat haïtiano-américain, évêque de Charleston
- 14 novembre : Philip Egan, prélat britannique, évêque de Portsmouth
- 19 novembre : Miguel Maury Buendía, prélat espagnol, diplomate du Saint-Siège et archevêque titulaire d'Italica (de)
- 4 décembre : Yasser Ayyash, prélat jordanien, protosyncelle de l'Archéparchie de Jérusalem des Melkites
- 16 décembre : Andrés Carrascosa Coso, prélat espagnol, diplomate du Saint-Siège et archevêque titulaire d'Elo (de)
- 23 décembre : Luiz Fernando Lisboa (pt), prélat brésilien, évêque de Pemba (en)
- 25 décembre : Robert Ndlovu, prélat zimbabwéen, archevêque de Harare, précédemment évêque d'Hwange (en)

## Décès
- 11 janvier : Ghislain Walravens, prêtre, résistant et espion belge de la Première Guerre mondiale (° 3 décembre 1880)
- 15 janvier : Bienheureux Tit Liviu Chinezu, prélat grec-catholique roumain, évêque auxiliaire de Făgăraş et Alba Iulia et évêque titulaire de Regiana (de), martyr du communisme (° 22 juin 1904)
- 20 janvier : Wilhelm Koch, prêtre et théologien allemand (° 21 septembre 1874)
- 3 février : Paul-Ernest-Anastase Forget, prélat canadien, premier évêque de Saint-Jean-de-Québec (° 12 juillet 1885)
- 4 février : Jules Halbert, prélat français, vicaire apostolique de Port-Vila et évêque titulaire d'Archelaïs (de) (° 7 février 1886)
- 24 février : Pierre d'Hérouville, prêtre jésuite et écrivain français (° 5 mai 1884)
- 25 mars : Alphonse Kirmann, prélat et missionnaire français, vicaire apostolique de Sassandra et évêque titulaire d'Assuras (de) (° 15 août 1887)
- 29 mars : Joseph Otto Kolb, prélat allemand, archevêque de Bamberg, précédemment évêque titulaire de Velicia (de) (° 9 août 1881)
- 10 avril : Pierre Teilhard de Chardin, prêtre jésuite français, paléontologue, théologien et philosophe (° 1er mai 1881)
- 29 mai : Louis Picard, prélat belge et homme de médias (° 22 mars 1886)
- 11 juin : Jean-Baptiste-Maximilien Chabalier, prélat et missionnaire français, vicaire apostolique de Phnom Penh (° 27 septembre 1887)
- 17 juin : Albert Frank-Duquesne, théologien et écrivain belge converti du judaïsme (° 1896)
- 28 juin : Jean de Mayol de Lupé, prêtre et collaborateur français, aumônier de la Division SS Charlemagne (° 21 janvier 1873)
- 6 juillet : Léopold Michel Cadière, prêtre, missionnaire au Vietnam, historien, linguiste et anthropologue français (° 14 février 1869)
- 29 juillet : Augustin Auffray, prêtre salésien et homme de lettres français (° 8 avril 1881)
- 31 juillet : Bienheureuse Zdenka Schelingová, religieuse et martyre slovaque du communisme (° 24 décembre 1916)
- 2 août : Saint Justin Russolillo, prêtre italien, fondateur des Vocationnistes et des Sœurs des divines vocations (° 18 janvier 1891)
- 8 septembre : Johannes de Jong, cardinal néerlandais, archevêque d'Utrecht (° 10 septembre 1885)
- 9 septembre : Bienheureuse Marie Euthymie Üffing, religieuse allemande, fondatrice Sœurs de la Charité de la Vierge des Douleurs (° 8 avril 1914)
- 3 octobre : Angelo Mercati, prêtre et érudit italien chargé des archives secrètes du Vatican (° 6 octobre 1870)
- 9 octobre : Theodor Innitzer, cardinal autrichien, archevêque de Vienne (° 25 décembre 1875)
- 13 octobre : Bienheureuse Alexandrina de Balazar, mystique portugaise (° 30 mars 1904)
- 6 novembre : Joseph Sautel, prêtre et archéologue français (° 3 avril 1880)
- 9 décembre : Giuseppe Nogara, prélat italien, archevêque d'Udine (° 26 juin 1872)
- 11 décembre : Eliodoro Farronato, prêtre et missionnaire italien en Birmanie, assassiné (° 18 mai 1912)
- Date précise inconnue : Ernst Adam, prêtre et fondateur allemand engagé auprès des jeunes (° 13 novembre 1884)